# メラニン細胞

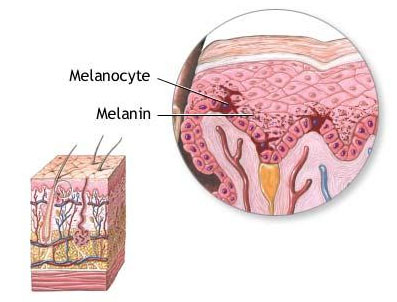
メラニン細胞とメラニン

メラニン細胞（めらにんさいぼう、英: melanocyte）は、メラニンを形成する細胞。メラノサイトとも呼ばれる。チロシナーゼを有し、血液からのチロシンからメラニンを生成する。毛母基、脂腺、汗腺、真皮、脈絡膜、虹彩、髄膜、子宮小丘などに出現する。表皮内に存在するものを特に表皮メラノサイトと呼ぶ場合がある。メラニンは紫外線による体細胞の損傷を防ぐ機能を有する。メラニン細胞刺激ホルモン（MSH）はメラニン細胞のチロシナーゼを活性化させ、メラニン合成を促進する。

## 変温動物におけるメラニン細胞
変温動物では表皮だけでなく真皮でもメラニン細胞が見られる。これらを区別する場合は、表皮で見られるものをepidermal melanophoreまたはmelanocyteと表記し、真皮で見られるものを単にmelanophoreまたはdermal melanophoreと表記する。